# Notre-Dame-de-Livaye
Notre-Dame-de-Livaye település Franciaországban, Calvados megyében. Lakosainak száma 107 fő (2022. január 1.). Notre-Dame-de-Livaye Cambremer, Mézidon-Vallée-d’Auge, Belle Vie en Auge és Cambremer községekkel határos.

## Népesség
A település népességének változása:
| Lakosok száma | 107  | 109  | 125  | 132  | 127  | 125  | 117  | 112  | 111  | 107  |
|               | 1968 | 1982 | 1990 | 2006 | 2013 | 2015 | 2017 | 2019 | 2020 | 2022 |